# Catastrophe de la retenue d'eau de Vajont en 1963
 (octobre 2019).
Le barrage du Vajont a été de 1960 à 1963 un barrage hydroélectrique d'Italie situé sur le cours du Vajont, qui n'est plus depuis qu'une ruine et un lieu de tourisme de mémoire, après avoir été emporté par sa retenue d'eau en raison d'un glissement de terrain au-dessus, la masse rocheuse chutant d'un seul bloc dans le lac et provoquant des tsunami dans plusieurs directions, ce qui a causé la mort de plus de 1 900 personnes au total, la pire catastrophe de ce type dans l'histoire de l'Europe.
Le barrage était situé dans la province de Pordenone, à une centaine de kilomètres au nord de Venise, au-dessus du village de Longarone et au pied du mont Toc. Construit de 1956 à 1960, il est désaffecté depuis la catastrophe qui l'a touché le 9 octobre 1963, la plus meurtrière de l'histoire en Europe, qui a donné lieu à un procès très suivi car une faille de 2 kilomètres de long et environ un mètre de large s'était creusée dès 1960.

## Localisation et géologie
La ville de Longarone comptait environ 4 000 habitants répartis dans la vallée du Piave dans plusieurs localités, dont Spar, Pirago, Villanova et Fortogna.
La vallée du Vajont, qui débouche sur la vallée du Piave, en face de Longarone, par une vallée aux parois escarpées, avait été repérée dès 1929 pour un projet de barrage. Deux localités principales y sont situées sur le flanc nord de la vallée et comptaient alors 1 900 habitants : Casso, au sommet d'une falaise à environ 950 mètres d'altitude, et Erto à 775 mètres d'altitude en amont de la vallée. D'autres habitations étaient dispersées dans et autour de la vallée. Enfin, quelques dizaines de maisons étaient implantées sur le versant du mont Toc, caractérisé par un plateau bordant le cours du Vajont puis par une pente plus accentuée vers le sommet à 1 921 mètres d'altitude. Ce profil permettait d'identifier un ancien glissement paléolithique dont la base a ensuite été creusée par le Vajont au cours des millénaires suivants.

## Construction du barrage
L'ancrage du barrage a nécessité le terrassement de 400 000 mètres cubes de roche et 360 000 mètres cubes de béton ont été nécessaires à sa construction.

### Ensemble de barrages et de canalisations débuté en 1951
Le barrage du Vajont était le dernier élément d'un ensemble de barrages et de canalisations commencé en 1951 visant à approvisionner la centrale électrique de Soverzene située à une dizaine de kilomètres au sud de Longarone.
Un pont-tube avait été construit en 1951 et franchissait la vallée du Vajont en aval de l'emplacement retenu pour le barrage. Il acheminait de l'eau provenant des barrages de Pieve di Cadore et de Pontesei vers la centrale de Soverzene.

### Personnes expropriées pour le lac et nouvelle route
La définition et l'emplacement du barrage ont évolué pour aboutir à un barrage-voûte de 261,6 m de haut avec un lac de retenue de 150 millions de mètres cubes à la cote 722,5.
Cent cinquante maisons et trois mille hectares en fond de la vallée ont été expropriés pour permettre la constitution du lac de retenue.
Le barrage condamnait la route de Longarone construite en 1912 par l'armée italienne. Il a donc fallu construire un nouveau pont routier et une nouvelle route débouchant dans la vallée du Vajont du côté de Casso

### Les études non effectuées
Des études approfondies des versants du futur lac de retenue n'avaient pas été faites par la SADE (Società Adriatica Di Elettricità), société qui a construit le barrage. 

## Dimensions de la catastrophe
Les médias parlent immédiatement de ce qui restera « la catastrophe de Vajont »,,,,. Des « cinq les plus meurtrières en Europe » retrouvées par Le Figaro en décembre 2014, c'est la pire de toutes. L'erreur, énorme avec 1 900 morts, a porté sur la minimisation d'un glissement de terrain prévisible et prévu, qui aurait dû donner lieu à une évacuation de la population. La catastrophe de Malpasset en France, en 1959, avait déjà provoqué une immense émotion et une « forte remise en cause sur les pratiques de l'époque », aussi celle de Vajont en octobre 1963, contribuera également à la « prise de conscience », qui montera encore lors des procès qui suivent les deux drames au milieu des années 1960, concernant les procédures d'alerte, le remplissage optimal des barrages et le « drainage du pied aval des voutes ».

## Prémices de la catastrophe

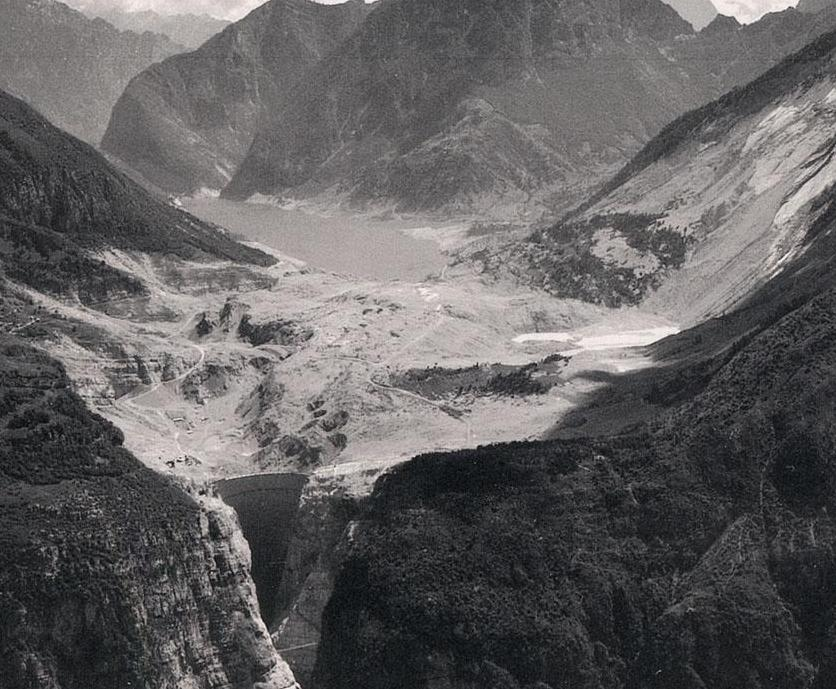
Vue aérienne du barrage du Vajont le lendemain de la catastrophe montrant le glissement de terrain occupant l'emplacement de la partie amont du lac de retenue, contre le barrage dans le bas de la photo.

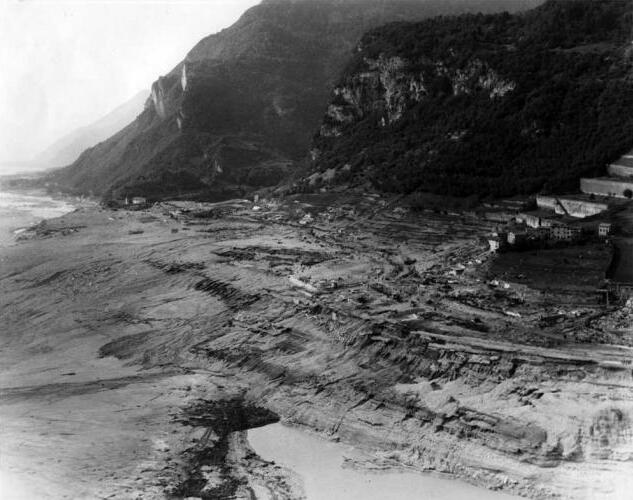
Vue des dégâts à Longarone après l'inondation.

### Premier glissement de terrain le 22 mars 1959
Le 22 mars 1959, un glissement de terrain d'environ 3 millions de mètres cubes se produit dans le lac de retenue du barrage de Pontesei construit par la SADE en 1956. Cet évènement incite la SADE à davantage s'intéresser au versant du mont Toc. 

### Crevasse causée par le premier remplissage en février 1960
Lors du premier remplissage qui a commencé en février 1960, une crevasse en forme de M, large de 50 cm à 1 m, s'est ouverte à une altitude comprise entre 930 et 1 360 m sur une longueur de plus de 2 km. Le 4 novembre 1960, alors que la cote de 650 m a été atteinte, un glissement de terrain estimé à 700 000 mètres cubes se produit à proximité du barrage. On abaisse la cote du plan d'eau à la cote 600. Dès lors, les études du versant du Toc vont se renforcer. 

### Rapport de février 1961
Le 3 février 1961, le professeur Léopold Müller, géologue autrichien auquel avait fait appel la SADE dès 1957, remet un XVe rapport indiquant, à la suite des recherches menées principalement par Edoardo Semenza, le fils du concepteur Carlo Semenza (it), que la masse concernée par le risque de glissement de terrain est de l'ordre de 200 millions de mètres cubes. Il ajoute que le glissement qui a été réactivé par le lac de retenue ne pourra pas être arrêté parce que les actions envisageables sont d'ampleurs techniques et financières démesurées. Entretemps le glissement est sous surveillance permanente à l'aide de divers moyens de contrôle. Lors du 2e remplissage à la cote 700 (octobre 1961 à novembre 1962), les mouvements du terrain apparaissent plus modestes. On vide le lac à la cote 650, puis un 3e remplissage visant la cote 715 commence en avril 1963. Dès lors, au fur et à mesure du remplissage, jusqu'à une cote maxi de 710 m, le glissement de terrain reprend à une vitesse de plus en plus grande et des bouleversements majeurs se produisent sur le versant du mont Toc (tremblements de terre, déformations de la surface).
La vidange du lac est décidée pour revenir le plus vite possible à la cote 700.

## Déroulement de la catastrophe

### Evacuation partielle la veille de la catastrophe
Dans les derniers jours précédant la catastrophe, l’accélération mesurée du glissement de terrain et les bouleversements constatés en surface ne laissaient aucun doute sur l’imminence de l’effondrement. C’est pourquoi le 8 octobre une évacuation partielle de population est ordonnée, mais seulement pour les personnes vivant sur le versant du mont Toc et les habitants vivant autour du lac à une altitude inférieure à 730 m .

### Non évacuation des employés résidant à proximité
En revanche, l’évacuation des employés résidant à proximité immédiate du barrage et de la population de Longarone ne fut pas organisée ; les cadres de la SADE se reposaient sur une conclusion du professeur Ghetti de l’université de Padoue, qui avait fait des simulations sur des maquettes de la vallée : « la cote 700 de remplissage pouvait être considérée comme de sécurité absolue en ce qui concerne le glissement de terrain le plus catastrophique ». On avait calculé que la vague provoquée par la chute des matériaux ne dépasserait pas 30 m de haut, d’où l’évacuation des seuls habitants vivant en dessous de 730 m autour du lac à la cote de 700 m.

### 9 octobre 1963, le versant délimité par la crevasse de 1960 chute d'un seul bloc
Le 9 octobre 1963, à 22 h 39, le versant du Toc, délimité par la crevasse de 1960, s'écroule d'un seul bloc, estimé à 260 millions de mètres cubes de terre et de roches, dans le lac de retenue du barrage. L'eau est projetée en face dans une vague de 200 m qui atteint la localité de Casso sans faire de victime. Une autre vague remonte la vallée et fait 160 morts autour du lac. Une troisième vague estimée à 25 millions de mètres cubes tue 54 employés de la SADE qui résidaient à proximité du barrage et passe au-dessus du barrage en pulvérisant le chemin de ronde, la cabine de contrôle, puis le pont-tube et un pont routier situés en aval dans la vallée en direction de Longarone. La masse d'eau tombe 300 m plus bas et à 1 km en aval du barrage dans le lit du Piave en creusant un cratère de 40 m de profondeur, rebondit à droite vers la localité de Castellavazzo, en face vers le centre de Longarone et à gauche vers Pirago et Villanova. Les habitations touchées sont pulvérisées et on compte environ 1 700 morts dans la vallée du Piave.

### Intervention des hélicoptères de secours
Les premiers hélicoptères de secours à intervenir furent ceux de la Southern European Task Force, une formation de l'US Army basée à Vérone.

## Causes

### Enquête du juge Mario Fabbri
Immédiatement après la catastrophe, les gens non informés pensent à un évènement naturel imprévisible, mais le procès mettra en évidence, grâce à la persévérance du jeune juge d’instruction Mario Fabbri, que la catastrophe était non seulement prévisible, mais prévue, comme le démontre, par exemple, la construction, entre février et octobre 1961, d’une galerie de dérivation de 1 800 m de long et de 4,5 m de diamètre pour garantir la circulation de l’eau du Vajont en cas d’effondrement de la montagne.

### Simulations erronées sur le glissement de terrain
Les simulations n’avaient pris en compte qu’un glissement de 50 millions de mètres cubes (au lieu des 260 effectifs) et s’étaient attachées avant tout à mesurer la hauteur de la vague provoquée par la chute des matériaux dans le lac. Or, un glissement important à proximité immédiate du barrage aboutissait immanquablement à obstruer la vallée et conduisait au débordement de la masse d’eau déplacée du côté du barrage, faute de place disponible pour la retenir.

### Décès du concepteur en octobre 1961 et rachat par l’ENEL en mars 1963
Dès 1960, les constructeurs du barrage ont dû affronter l’idée que le barrage, à peine terminé, était condamné. Ils ont donc privilégié les hypothèses les plus optimistes, concernant l’échéance et l’importance du glissement, pour « sauver » le barrage. De plus, de nouveaux évènements ont compliqué la prise de décision radicale d’abandon du barrage attendue : le concepteur, Carlo Semenza, est décédé en octobre 1961, et le barrage est devenu propriété de l’ENEL en mars 1963, alors que la gravité de la situation était dissimulée par l'opérateur précédent.

### Posture des principaux responsables
La catastrophe met aussi en évidence la déficience de prise en compte du risque pour la population par les cadres de la SADE. Cela tient à une morgue avérée (« la SADE est un État dans l’État ») et à une culture du secret aboutissant à la minoration du risque présenté aux instances publiques et locales. Ainsi l’ingénieur Alberico Biadene (it), jugé comme l’un des deux principaux responsables, était enfermé dans une posture qui l’a empêché, en particulier dans les derniers jours précédant la catastrophe, de prendre les bonnes décisions que le bon sens aurait dû lui dicter.
Mario Pancini, responsable des travaux, fut le seul à reconnaître la nature de la responsabilité des cadres de la SADE ; il a écrit : « Le problème des techniciens, c’est qu’ils font trop confiance à la technique. Un petit doute leur ferait du bien. Un doute philosophique. Un doute moral. » Profondément marqué dès la nouvelle du désastre, il se suicide la veille du procès.

### Procès de la commission de contrôle
D’autre part, certains, comme le géologue Penta, membre de la commission de contrôle, ont constamment sous-évalué le risque ; ce dernier n’a pu répondre de sa responsabilité, car il est décédé peu avant le procès.

## Suites

### Nouvelle évacuation le surlendemain
Dès le 11 octobre, l'évacuation de toute la population de la vallée du Vajont est ordonnée à cause des risques de nouveaux éboulements et de la montée du niveau du lac résiduel due au fait que le glissement de terrain a obstrué la vallée.

### Retour d'un quart de la population
Plus tard, seul un quart environ de la population décidera de revenir habiter dans de nouvelles constructions au-dessus du village originel d'Erto. Les autres seront relogés, pour une part dans un nouveau quartier de Ponte nelle Alpi au sud de Longarone et pour une majorité dans un nouveau quartier de Maniago, à 40 km dans la vallée de Cimolais, qui deviendra une commune indépendante nommée Vajont.
Dans la vallée de Longarone, les problèmes de relogement immédiat au lendemain de la catastrophe sont mécaniquement moindres pour la simple raison que les habitants ont disparu en même temps que les habitations et qu'il n'y avait presque plus personne à reloger.

### Reconstruction de la ville
La reconstruction de Longarone fut lancée au même endroit et achevée à 90 % en 1975. Le style est moderne et sans cachet particulier. Les activités industrielles sont concentrées dans une nouvelle zone sur le site de Villanova.
À Fortogna, un cimetière regroupe les dépouilles des victimes, dont seulement la moitié a pu être identifiée. Plus de 400 corps ne seront jamais retrouvés.

### Travaux pour contenir le lac résiduel en amont
L'effondrement du mont Toc a obstrué la vallée par une colline atteignant l'altitude de 850 m, empêchant le Vajont de s'écouler et bouchant toutes les entrées et captures d'eau au niveau du barrage. 
Par ailleurs, le pont-tube qui assurait, dès avant la construction du barrage, le transit de l'eau venant de barrages en amont, a été pulvérisé par le tsunami. En urgence, il a fallu faire des travaux considérables pour empêcher le niveau du lac résiduel en amont d'augmenter. Une station de pompage a été construite et des tunnels ont été creusés pour acheminer l'excédent d'eau dans la vallée de Cimolais à l'est.
Un nouveau pont-tube a été construit et mis en service dès août 1964, puis la circulation de l'eau du Vajont a été rétablie dans la galerie de dérivation construite en 1961.
Une dernière étape a été achevée en 1988 en creusant dans le remblai accumulé devant le barrage une galerie pour acheminer l'eau venant des barrages de Pieve di Cadore et de Pontesei vers la centrale de Soverzene sans passer par le pont-tube.

## Lieu de mémoire
Depuis la catastrophe, le barrage est resté sans utilité mais demeure la propriété de l'ENEL. Une passerelle a été mise en place en 2007 sur sa crête endommagée.

### Filmographie
- La Folie des hommes, film franco-italien de Renzo Martinelli inspiré de l'histoire du barrage du Vajont.

### Documentaires télévisés
- Drame du barrage du Vajont, 3e épisode de la 5e saison de La Minute de vérité sur National Geographic Channel et sur Direct 8.